# Liste der Bodendenkmäler in Wilhelmsdorf (Mittelfranken)
Auf dieser Seite sind die Bodendenkmäler in der mittelfränkischen Gemeinde Wilhelmsdorf zusammengestellt. Diese Tabelle ist eine Teilliste der Liste der Bodendenkmäler in Bayern. Grundlage ist die Bayerische Denkmalliste, die auf Basis des Bayerischen Denkmalschutzgesetzes vom 1. Oktober 1973 erstmals erstellt wurde und seither durch das Bayerische Landesamt für Denkmalpflege geführt wird. Die folgenden Angaben ersetzen nicht die rechtsverbindliche Auskunft der Denkmalschutzbehörde.

## Bodendenkmäler der Gemeinde Wilhelmsdorf

### Bodendenkmäler in der Gemarkung Ebersbach
| Lage                 | Objekt                                              | Akten-Nr.     | Bild |
| -------------------- | --------------------------------------------------- | ------------- | ---- |
| Ebersbach (Standort) | Siedlung vor- und frühgeschichtlicher Zeitstellung. | D-5-6430-0045 |      |

### Bodendenkmäler in der Gemarkung Gunzendorf
| Lage                  | Objekt                    | Akten-Nr.     | Bild |
| --------------------- | ------------------------- | ------------- | ---- |
| Gunzendorf (Standort) | Siedlung der Steinzeiten. | D-5-6430-0131 |      |

### Bodendenkmäler in der Gemarkung Hohholz
| Lage               | Objekt                                                           | Akten-Nr.     | Bild |
| ------------------ | ---------------------------------------------------------------- | ------------- | ---- |
| Hohholz (Standort) | Abschnittsbefestigung vor- und frühgeschichtlicher Zeitstellung. | D-5-6430-0016 |      |

### Bodendenkmäler in der Gemarkung Wilhelmsdorf
| Lage                    | Objekt                                                                                        | Akten-Nr.     | Bild |
| ----------------------- | --------------------------------------------------------------------------------------------- | ------------- | ---- |
| Wilhelmsdorf (Standort) | Siedlung vor- und frühgeschichtlicher Zeitstellung.                                           | D-5-6430-0043 |      |
| Wilhelmsdorf (Standort) | Frühneuzeitliche Befunde im Bereich der Evangelisch-Lutherischen Pfarrkirche in Wilhelmsdorf. | D-5-6430-0127 |      |